# 대한민국의 성소수자 행사
대한민국의 성소수자 행사로는 아래와 같은 행사 등이 있다.

## 축제

### 서울퀴어문화축제
서울퀴어문화축제는 2000년부터 매년 서울특별시에서 열리는 성소수자 축제이다

### 대구퀴어문화축제
대구퀴어문화축제는 2009년부터 매년 대구광역시에서 열리는 성소수자 축제이다.

### 부산퀴어문화축제
부산퀴어문화축제는 2017년부터 매년 부산광역시에서 열리는 성소수자 축제이다.

### 제주퀴어문화축제
제주퀴어문화축제는 2017년부터 매년 제주특별자치도에서 열리는 성소수자 축제이다.

### 전주퀴어문화축제
전주퀴어문화축제는 2018년부터 매년 전라북도 전주시에서 열리는 성소수자 축제이다.

### 인천퀴어문화축제
인천퀴어문화축제는 2018년부터 매년 인천광역시에서 열리는 성소수자 축제이다.

### 광주퀴어문화축제
광주퀴어문화축제는 2018년부터 매년 광주광역시에서 열리는 성소수자 축제이다.

### 경남퀴어문화축제
경남퀴어문화축제는 2019년에 경상남도에서 열린 성소수자 축제이다.

### 서울 드랙 페스티벌
서울드랙페스티벌은 2018년 5월 26일 서울특별시에서 열린 성소수자 축제이다.

## 같이 보기
- 프라이드 퍼레이드
- 나라별 법률에 따른 성소수자의 권리
- 인권
- 성소수자
- 대한민국의 성소수자 목록
- 대한민국의 성소수자
- 대한민국의 성소수자 인권단체
- 국제 성소수자 혐오 반대의 날
- 게이 게임스